# Aberdeen Central (circonscription du Parlement écossais)
Circonscription parlementaire du Parlement écossais
La circonscription d'Aberdeen Central est une circonscription électorale écossaise crée en 1999.

## Liste des députés
| Élection | Député          | Parti | Parti        |
| -------- | --------------- | ----- | ------------ |
| 1999     | Lewis Macdonald |       | Travailliste |
| 2003     | Lewis Macdonald |       | Travailliste |
| 2007     | Lewis Macdonald |       | Travailliste |
| 2011     | Kevin Stewart   |       | SNP          |
| 2016     | Kevin Stewart   |       | SNP          |

## Résultats des deux candidats arrivés en tête
| Élection | Candidat arrivé 1er | Parti  | Parti        | Score         | Candidat arrivé 2e | Parti | Parti        | Score  |
| -------- | ------------------- | ------ | ------------ | ------------- | ------------------ | ----- | ------------ | ------ |
| 1999     | Lewis Macdonald     |        | Travailliste | 38,9 %        | Richard Lochhead   |       | SNP          | 28,7 % |
| 2003     | Lewis Macdonald     | 32,6 % | Travailliste | 26,7 %        | Richard Lochhead   |       | SNP          |        |
| 2007     | Lewis Macdonald     | 34,2 % | Travailliste | Karen Shirron | 32,4 %             |       | SNP          |        |
| 2011     | Kevin Stewart       |        | SNP          | 30,3 %        | Lewis Macdonald    |       | Travailliste | 37,5 % |
| 2016     | Kevin Stewart       | 40,0 % | SNP          | 27,3 %        | Lewis Macdonald    |       | Travailliste |        |